# Nelabrichthys
Nelabrichthys is een monotypisch geslacht van straalvinnige vissen uit de familie van lipvissen (Labridae).

## Soort
- Nelabrichthys ornatus (Carmichael, 1819)